# Tervel (ciudad)
Tervel (en búlgaro: Тервел, pronunciado [ˈtɛrvɛl]) es una ciudad en el noreste de Bulgaria, parte de la Provincia de Dobrich. Es el centro administrativo del municipio de Tervel, que se encuentra en la parte más occidental de la provincia.
En el antiguo Turco otomano el nombre de la ciudad era Kurtbunar ("Pozo de los lobos"): La localidad fue por primera vez mencionada en los registros de impuestos del Imperio Otomano de 1673, aunque la zona se mantuvo continuamente habitada desde la antigüedad por los Getas tribu de los Tracios, luego por los Eslavos y por los Búlgaros, y constituyeron parte del Imperio Búlgaro durante la mayor parte de la Edad Media. En 1878, Kurtbunar se convirtió en parte del recién liberado Principado de Bulgaria y fue elevado a centro distrital del condado Silistra el 26 de julio de 1882. El pueblo fue parte de Rumanía junto con todo Dobruja Meridional entre 1913 y 1940, y el nombre fue tomado de Curtbunar. También fue un centro administrativo en el Condado de Durostor durante la dominación rumana. El nombre moderno búlgaro rinde honores a Tervel de Bulgaria, un próspero monarca búlgaro del siglo VIII. El antiguo pueblo fue proclamado como ciudad en enero de 1960.
Tervel tiene un museo inaugurado en 1986. La colección abarca una sección etnográfica, una galería de arte y una exposición arqueológica, incluyendo un Esqueleto humano de 3500 años de antigüedad.